# 豐日別
豐日別（日语：トヨヒワケ或トヨビワケ）乃《古事記》之記述，祂是日本神話裡的神祇，為豐國（今大分縣與福岡縣東部）之國魂。

## 概要

### 古事記之記載
依照《古事記》上卷記述伊邪那岐命與伊邪那美命產國，先生下淡道之穗之狹別島，次生伊豫之二名島（今四國）。該島有一身四面，面面皆有其名：伊豫國謂「愛媛」（今愛媛縣）、讚岐國謂「飯依彥」（今香川縣）、粟國名「大宜都比賣」（今德島縣）、土左國稱「建依別」（今高知縣）。接著生下隱伎之三子島（又名天之忍許呂別）、筑紫島，該島有一身四面，面面皆有其名：筑紫國謂白日別（今福岡縣）、豐國謂豐日別（今大分縣與福岡縣東部）、肥國謂建日向日豐久士比泥別（今長崎縣、佐賀縣、熊本縣一帶）、熊曾國謂建日別（今鹿兒島縣）。隨後再生伊伎島（又名天比登都柱）、津島（又名天之狹手依比賣）、佐度島、大倭豐秋津島（又名天御虛空豐秋津根別）等，此謂大八島國。

## 解說
神名裡的「豐」代表豐國（含豐前國、豐後國），既是豐國自身之神明，即為其國魂。
位於福岡縣行橋市的豐日別宮，社傳記載著欽明天皇2年筑紫日別大神的神官大伴連牟彌奈里被一位自稱是猿田彥神託夢，表示猿田彥神是天照大神的分身。既然豐日別大神坐鎮本宮，則猿田彥坐鎮於別宮。自此以後，豐日別和猿田彥即被視為同一神格。

## 信仰
在日本供奉豐日別神的神社計有下述：
- 豐日別宮（福岡縣行橋市）：別名草場神社。
- 闇無濱神社（大分縣中津市）：稱作「豐日別國魂神」。
- 溫泉神社（長崎縣雲仙市小濱町）

## 內部連結
- 豐國
- 猿田彥

## 外部連結
- （日語）【闇無濱神社】（大分県中津市）